# برادویو، ساسکاچوان
برادویو، ساسکاچوان (به انگلیسی: Broadview, Saskatchewan) یک منطقهٔ مسکونی در کانادا است که در ساسکاچوان واقع شده‌است. برادویو ۲٫۴۵ کیلومتر مربع مساحت و ۶۱۱ نفر جمعیت دارد.